# Гойя (премия, 2021)
XXXV церемония вручения премии «Гойя» (исп. XXXV edición de los Premios Goya) — состоялась 6 марта 2021 года в Театре «Сохо», Малага, Испания. Ведущими вечера стали — Антонио Бандерас и Мария Касадо, журналист и директор Испанской академии телевизионных искусств и наук.
В связи с пандемией COVID-19, были применены правила, позволяющие всем фильмам участвовать в кинофестивале, даже тем, которые не были показаны в кинотеатрах.
Анонсирование номинантов было запланировано на 11 января 2021 года, но из-за прохождения бури Филомена, анонс был перенесён на 18 января. Объявляли финалистов, Ана Белен, испанская актриса театра, кино и телевидения, певица, а также Дани Ровира, испанский комик и актёр.

## Количество номинаций и наград за фильм
| Номинации | Фильмы                   | Количество наград |
| --------- | ------------------------ | ----------------- |
| 13        | Аду                      | 4                 |
| 9         | Девочки                  | 4                 |
| 8         | Акеларре                 | 5                 |
| 8         | Свадьба Розы             | 2                 |
| 5         | Ane                      | 3                 |
| 5         | Соседи сверху            | 1                 |
| 5         | Блэк бич                 | 0                 |
| 3         | Преступить черту         | 1                 |
| 3         | Неудобство               | 0                 |
| 3         | Моё сердце разрывается   | 0                 |
| 3         | Los europeos             | 0                 |
| 3         | Жалкие истории           | 0                 |
| 2         | В год открытия           | 2                 |
| 2         | Младенец                 | 0                 |
| 2         | El plan                  | 0                 |
| 2         | Прожитое лето            | 0                 |
| 2         | Мой мексиканский брецель | 0                 |
| 2         | В Бенидорме идёт снег    | 0                 |
| 2         | Тайное происхождение     | 0                 |

## Премии по категориям
| Лучший фильм | Лучшую режиссуру |
| --- | --- |
| - Девочки - Свадьба Розы - Соседи сверху - Аду - Ane | - Сальвадор Калво — Аду - Исиар Больяин — Свадьба Розы - Хуанма Бахо Ульоа — Младенец - Изабель Койшет — В Бенидорме идёт снег |
| Лучшая мужская роль | Лучшая женская роль |
| - Марио Касас — Преступить черту в роли Дани - Давид Вердагер — Uno para todos в роли Аликс - Камара Хавьер — Соседи сверху в роли Хулио - Эрнесто Альтерио — Un mundo normal в роли Эрнесто                                                                                                   | - Патриция Лопез — Ane в роли Лид - Амая Аберастури — Акеларре в роли Аны Ибаргурен - Кити Манвер — Неудобство в роли Лолы - Кандела Пенья — Свадьба Розы в роли Розы |
| Лучшая мужская роль второго плана | Лучшая женская роль второго плана |
| - Альберто Сан Хуан — Соседи сверху в роли Salva - Хуан Диего Ботто — Los europeos в роли Антонио - Сержи Лопес — Свадьба Розы в роли Армандо - Альваро Сервантес — Аду в роли Матэо | - Натали Поса — Свадьба Розы в роли Виолеты - Хуана Акоста — Неудобство в роли Сары - Вероника Эчеги — Моё сердце разрывается в роли Ампаро - Наталия Де Молина — Девочки в роли Адели |
| Лучший мужской актёрский дебют | Лучший женский актёрский дебют |
| - Adam Nourou — Аду в роли Массар - Chema del Barco — El plan в роли Роман - Janick — Жалкие истории в роли Аюб - Fernando Valdivieso — Преступить черту в роли Рэй | - Йон Ласпюр — Ane в роли Эн - Паула Усеро — Свадьба Розы в роли Лидии Роман. - Гризельда Сисилиани — Соседи сверху в роли Ана - Милена Смит — Преступить черту в роли Мила |
| Лучший оригинальный сценарий | Лучший адаптированный сценарий |
| - Пилар Паломеро — Девочки - Алисия Луна и Исиар Больяин — Свадьба Розы - Кларо Гарсия и Хавьер Фессер — Жалкие истории - Алехандро Эрнандес — Аду | - Давид Перес Саньудо и Марина Парес Пулидо — Ane (основанный на одноимённом сокращении Давида Переса Саньудо) - Сеск Гай — Соседи сверху (по пьесе Los vecinos de arriba, Сеск Гая) - Бернардо Санчес и Марта Либертад Кастильо — Los europeos (по одноимённому роману Рафаэль Аскона) - Дэвид Галан Галиндо и Фернандо Наварро — Тайное происхождение (по одноимённому роману Давида Галана Галиндо) |
| Лучший режиссёрский дебют | Лучший документальный фильм |
| - Пилар Паломеро — Девочки - Давид Перес Саньудо — Ane - Нурия Хименес Лоранг — Мой мексиканский брецель - Варнава Рико — Неудобство | - В год открытия - Anatomía de un dandy - Cartas mojadas - Мой мексиканский брецель |
| Лучшая продюсерская работа | Лучший монтаж |
| - Ана Парра и Луис Фернандес Лаго — Аду - Гваделупа Балагер Треллес — Акеларре - Кармен Мартинес Муньос — Блэк бич - Тони Новелла — В Бенидорме идёт снег | - Серхио Хименес — В год открытия - Хайме Колис — Аду - Фернандо Франко и Мигель Добладо — Блэк бич - Софи Эскуде — Девочки |
| Лучшая музыка | Лучшая песня |
| - Арансасу Кальеха и Майте Арротахаурехи — Акеларре - Роке Баньос — Аду - Бинхен Мендисабаль и Колдо Уриарте — Младенец - Федерико Хусид — Прожитое лето | - «Que no, que no» — Свадьба Розы; создатель Мария де лос Анхелес Розален Ортуньо - «Sababoo» — Аду; создатель Чериф Бадуа и Роке Баньос - «El verano que vivimos» — Прожитое лето; создатель Алехандро Санс и Альфонсо Перес Ариас - «Lunas de papel» — Девочки; создатель Карлос Ная |
| Лучшая операторская работа | Лучшая работа художника |
| - Даниэла Кахиас — Девочки - Сержи Виланова Клаудин — Аду - Хавьер Агирре — Акеларре - Анхель Аморос — Блэк бич | - Микель Серрано — Акеларре - Сесар Макаррон — Аду - Монце Санс — Блэк бич - Моника Бернуи — Девочки |
| Лучшие костюмы | Лучший грим |
| - Нереа Торрихос — Акеларре - Кристина Родригес — Моё сердце разрывается - Аранча Эскерро — Девочки - Лена Моссум — Los europeos | - Беата Вотйович и Рикардо Молина — Акеларре - Елена Куэвас, Мара Коллазо и Серджо Лопез — Аду - Милу Кабрер и Бенджамин Перес — Моё сердце разрывается - Паула Крус, Хесус Гуэрра и Начо Диас — Тайное происхождение |
| Лучший звук | Лучшие спецэффекты |
| - Эдуардо Эскидэ, Джамайка Руис Гарсия, Хуан Ферро и Николя де Пульпике — Аду - Урко Гараи, Хосефина Родригес, Фредерик Амлен и Леандро де Лоредо — Акеларре - Коке Лахера, Начо Ройо-Вилланова и Серхио Тестон — Блэк бич - Мар Гонсалес, Франческо Лукарелли и Начо Ройо-Вилланова — El plan | - Мариано Гарсиа Марти и Ана Рубио — Акеларре - Рауль Романильос и Мириам Пикер — Аду - Рауль Романильос и Жан-Луи Бильярд — Блэк бич - Рауль Романильос и Мириам Пикер — Жалкие истории |
| Лучший мультипликационный фильм | Лучший короткометражный мультипликационный фильм |
| - Ко-ко-ко! | - Blue & Malone: Casos imposibles - Homeless Home - Metamorphosis - Vuela |
| Лучший короткометражный документальный фильм | Лучший короткометражный фильм |
| - Biografía del cadáver de una mujer - Paraíso - Paraíso en llamas - Sólo con peces | - A la cara - 16 de decembro - Beef - Gastos incluidos - Lo efímero |
| Лучший иностранный фильм на испанском языке | Лучший европейский фильм |
| - Грядущая забывчивость (Колумбия) — Фернандо Труэба - Агент-крот (Чили) — Мэйти Альберди - Ла Йорона (Гватемала) — Хайро Бустаманте - Меня здесь больше нет (Мексика) — Фернандо Фриаш | - Отец (Великобритания) — Флориан Зеллер - Тело Христово (Польша) — Ян Комаса - Офицер и шпион (Франция) — Роман Полански - Падение (Великобритания) — Вигго Мортенсен |
| Премия «Гойя» за заслуги | |
| Анхела Молина | |